# Jean Alesi
Pour les articles homonymes, voir Alesi.
Jean Alesi, né le 11 juin 1964 à Montfavet sur la commune d'Avignon (Vaucluse), est un pilote automobile français. Il a notamment participé, durant treize saisons et 201 Grands Prix, de 1989 à 2001, au championnat du monde de Formule 1, remportant une victoire sur Ferrari et terminant trente-deux fois sur le podium.

## Biographie

### Débuts
Passionné au début de sa carrière par le rallye plus que par la course en circuit (il est même moniteur de pilotage sur glace), il accède à la monoplace par la promotion en Renault 5, puis conquiert le titre de champion de France de Formule 3 en 1987.
Il monte l'année suivante en championnat international de Formule 3000. Sa première saison, en 1988 avec l'écurie Oreca, s'avère difficile et il n'est que dixième à la fin de l'année.
Il s'engage avec l'écurie Jordan en 1989 et bat sur le fil son rival Érik Comas dans la course au titre mondial avec trois victoires, dont une au Grand Prix de Pau.Les deux pilotes finissent à égalité de points mais Alesi est titré car il compte un succès de plus que Comas.

### Carrière en Formule 1

#### 1989-1990: débuts remarqués chez Tyrrell
Il débute en Formule 1 en 1989 sur le circuit Paul-Ricard, pour la manche française en remplacement du pilote italien Michele Alboreto, parti en raison d'une incompatibilité de sponsors au sein de l'écurie Tyrrell Racing. Alesi marque les esprits en terminant quatrième de ce tout premier Grand Prix, dont il a même brièvement occupé la deuxième place à la faveur des changements de pneus.
1990 est sa première année complète en Formule 1, toujours chez Tyrrell Racing, une équipe loin de son lustre d'antan. Lors de sa première course, aux États-Unis, profitant de l'excellent comportement de ses pneus Pirelli sur le tracé urbain de Phœnix, Alesi mène les trente-quatre premiers tours devant Ayrton Senna, qu'il dépasse même quelques hectomètres seulement après une première attaque du Brésilien ; Alesi termine finalement deuxième,,. Il obtient une autre deuxième place, à Monaco, se plaçant ainsi comme grand espoir de la discipline,.
Courtisé par les plus grosses écuries, Alesi signe, début 1990, un pré-contrat avec Williams-Renault pour 1991 mais, voyant que l'écurie britannique, en pourparlers avec Ayrton Senna, tarde à lui proposer un contrat définitif, s'engage chez Ferrari,. 
En 1989, Jean Alesi conduit à Laguna Seca une Ferrari F40 LM engagée par Ferrari France dans le championnat IMSA Nord Américain,.  

#### 1991-1995: Ferrari

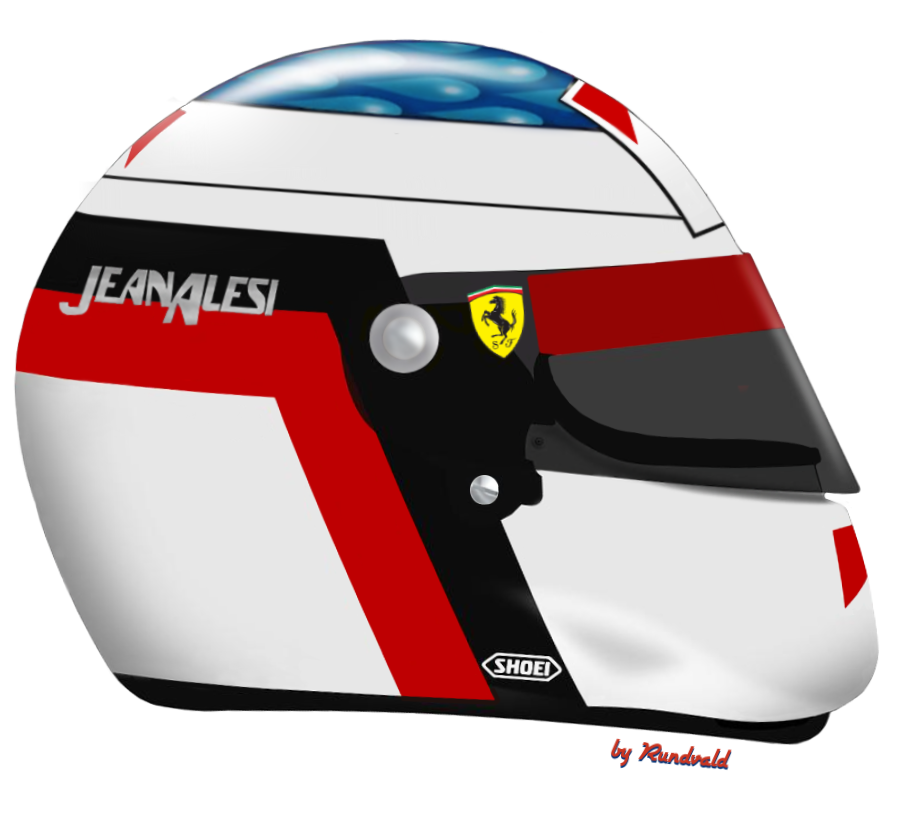
Casque de Jean Alesi.

L'arrivée d'Alesi coïncide avec le début d'une période de crise pour la Scuderia. Malgré des résultats décevants, il échappe néanmoins aux multiples révolutions de palais agitant l'équipe italienne en 1991 (limogeages successifs du directeur sportif Cesare Fiorio, du pilote no 1 Alain Prost et du président Piero Fusaro) en grande partie grâce à sa popularité auprès des tifosi.

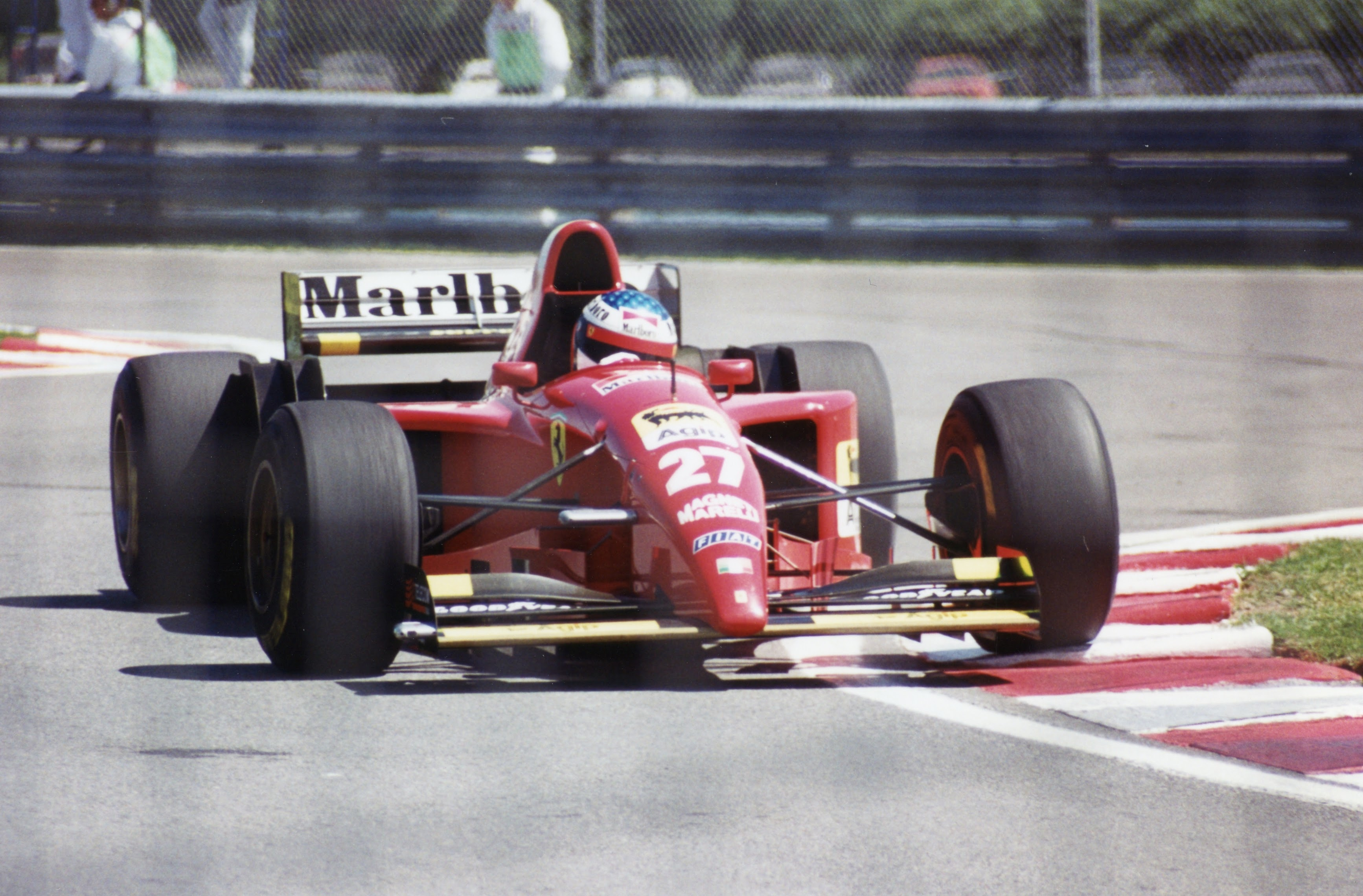
Jean Alesi au Grand Prix du Canada 1995

En 1992, la situation n'est pas meilleure et Alesi doit de nouveau composer avec une écurie en crise, ce que ne parvient pas à faire son équipier Ivan Capelli qui perd pied au fil de la saison et est remercié après le Grand-Prix du Portugal.
À partir de 1993, sous l'impulsion de Jean Todt, la Scuderia amorce un lent retour au sommet. Ainsi, au Portugal, Alesi termine quatrième après avoir mené la course pendant dix-neuf tours. 
Lors d'essais privés début 1994, Alesi est victime d'un accident sur le circuit privé de Ferrari, à Fiorano. Touché aux vertèbres cervicales, il manque le Grand Prix du Pacifique puis le Grand Prix de Saint-Marin à Imola marqué par les accidents mortels de Roland Ratzenberger en qualifications, puis d'Ayrton Senna en course. Il retrouve son baquet à Monaco et, au Grand Prix d'Italie 1994, à Monza, obtient sa première pole position. Il mène la course avant d'abandonner sur une panne mécanique.
L'année suivante, Alesi livre de belles courses, souvent ternies par la malchance. Le 11 juin 1995, jour de ses 31 ans, au Grand Prix du Canada, les soucis mécaniques de Michael Schumacher lui permettent de remporter son unique victoire en Formule 1,,,,. 1995, l'une des meilleures années de sa carrière en Formule 1 marque la fin de son aventure avec la Scuderia Ferrari qui recrute Michael Schumacher, double champion du monde en titre.

#### 1996-1997: Benetton

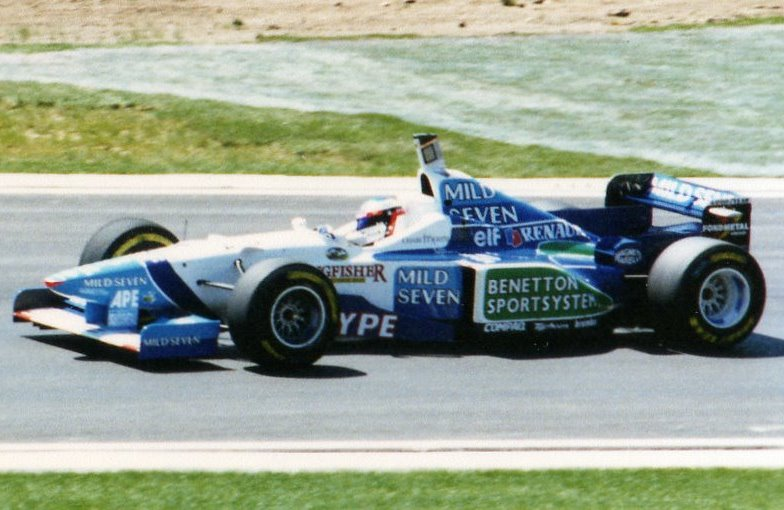
Alesi à Saint-Marin en 1996.

À partir de 1996, Alesi remplace Schumacher chez Benetton Formula, l'écurie championne du monde en titre. Toutefois, aux performances décevantes des Benetton succèdent rapidement des relations de plus en plus tendues avec Flavio Briatore, le directeur sportif de l'écurie. L'année 1997, où son expérience et sa régularité lui permettent de monter sur plusieurs podiums, ne suffit pas à redresser des relations exécrables. Durant ces deux saisons, le pilote français obtient pourtant ses meilleurs résultats au championnat du monde en se classant quatrième à deux reprises. En 1996, il entre onze fois dans les points, dont huit podiums. 
L'année suivante, il se place à dix reprises parmi les six premiers, dont quatre fois comme deuxième et une fois troisième. Il réalise sa deuxième pole position, à Monza en Italie, en 1997, provoquant la surprise face à des Williams et des Ferrari en lutte acharnée pour les titres pilotes et constructeurs mais un passage aux stands trop long laisse David Coulthard remporter la course.

#### 1998-1999: Sauber
En 1998, Alesi rejoint l'écurie suisse Sauber, une équipe de milieu de grille, pour deux saisons, avec des résultats moyens et quelques coups d'éclat (quatre arrivées dans les points),. Il obtient, sous le déluge, son trente-deuxième et dernier podium en Formule 1 à Spa,. Il finit onzième du championnat avec 9 points, son coéquipier Johnny Herbert se classant quinzième avec 1 point.
La saison 1999 s'avère plus compliquée, la Sauber C18 se révèle être moyennement compétitive, et surtout peu fiable au niveau de sa boîte de vitesses. Alesi ne réalise que deux sixièmes places et finit quinzième du championnat avec 2 points, derrière son coéquipier Pedro Diniz. Il quitte Sauber à l'issue de la saison.

#### 2000-2001: Prost Grand Prix

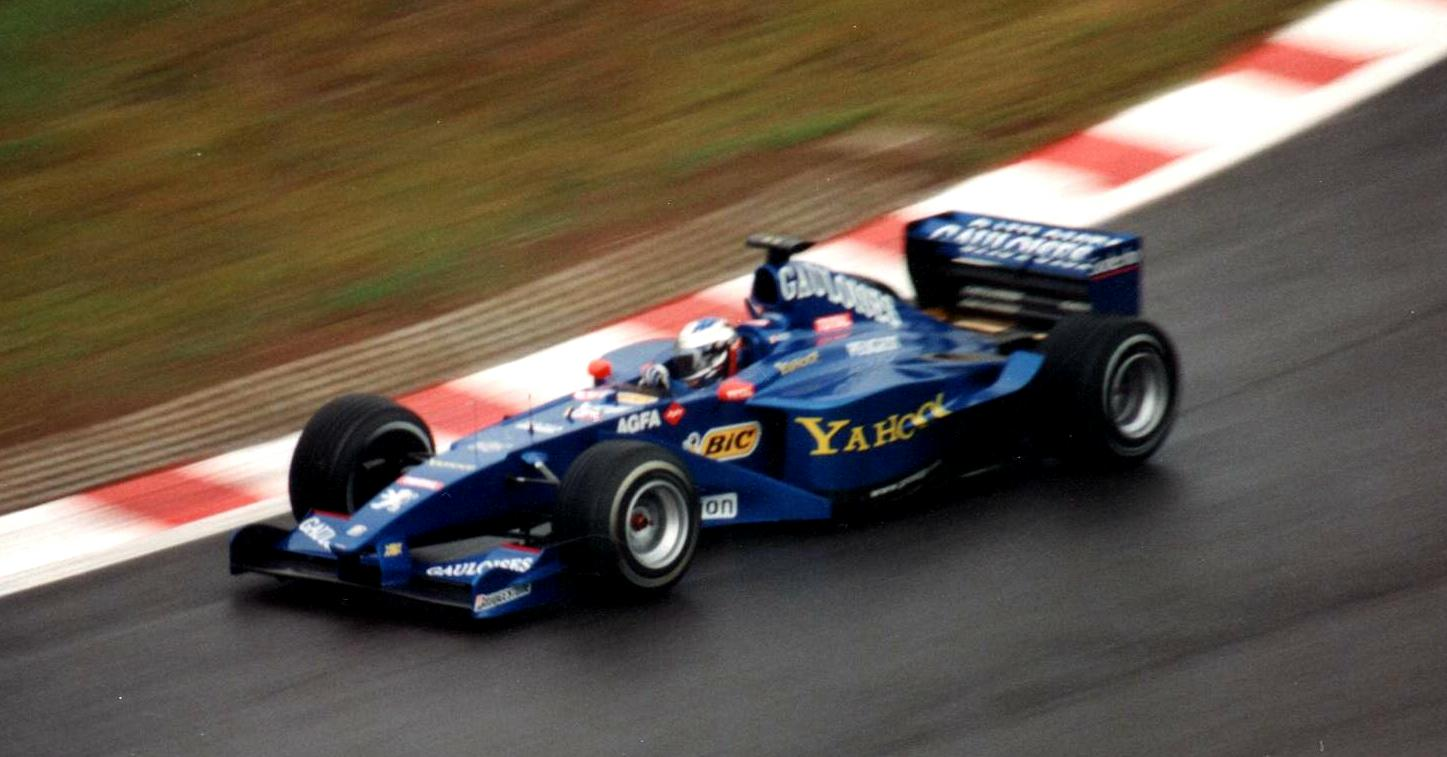
Jean Alesi lors du Grand Prix automobile de Belgique 2000.

En 2000, il passe au sein de l'écurie française Prost Grand Prix, dirigée par son ami et ancien coéquipier Alain Prost,. La monoplace, pour sa dernière année en moteur Peugeot, se révèle d'une très grande fragilité. Son manque de fiabilité mène à de très nombreux abandons alors même que Jean Alesi se retrouve à plusieurs reprises dans le top 6 dans ses courses pour pouvoir marquer. Prost Grand Prix ne marque aucun point au cours de la saison 2000. En 2001, la fin du partenariat avec Peugeot qui se retire définitivement de la Formule 1, permet à Prost de négocier l'achat d'un moteur Ferrari badgé Acer. Beaucoup plus stable, Alesi finit sixième à Monaco, après une course à rebondissements où les soucis de pneus le poussent à rentrer aux stands à quelques tours de la fin. Quelques semaines après, à Montréal, il termine cinquième. Après dix-huit mois marqués par des difficultés financières croissantes, l'ambiance se dégrade très nettement. Alesi quitte l'équipe dès la fin du Grand Prix d'Allemagne où, sixième, il marque le dernier point de l'écurie française,,. 

#### 2001: derniers Grands Prix chez Jordan
Il rejoint Jordan Grand Prix et, au Grand Prix des États-Unis, dépasse en moins de trois tours les Benetton-Renault de Giancarlo Fisichella et Jenson Button pour finir septième. À Spa, il termine sixième, entre les monoplaces de Barrichello sur Ferrari et de Ralf Schumacher sur Williams-BMW. Bien que ces performances entretiennent l'espoir de satisfaire Eddie Jordan, celui-ci ne lui propose pas de prolongation de contrat pour 2002, préférant engager le pilote japonais Takuma Satō, protégé de Honda. Alesi annonce alors la fin de sa carrière en Formule 1, il était le dernier pilote ayant débuté dans les années 1980.

### L'après-Formule 1

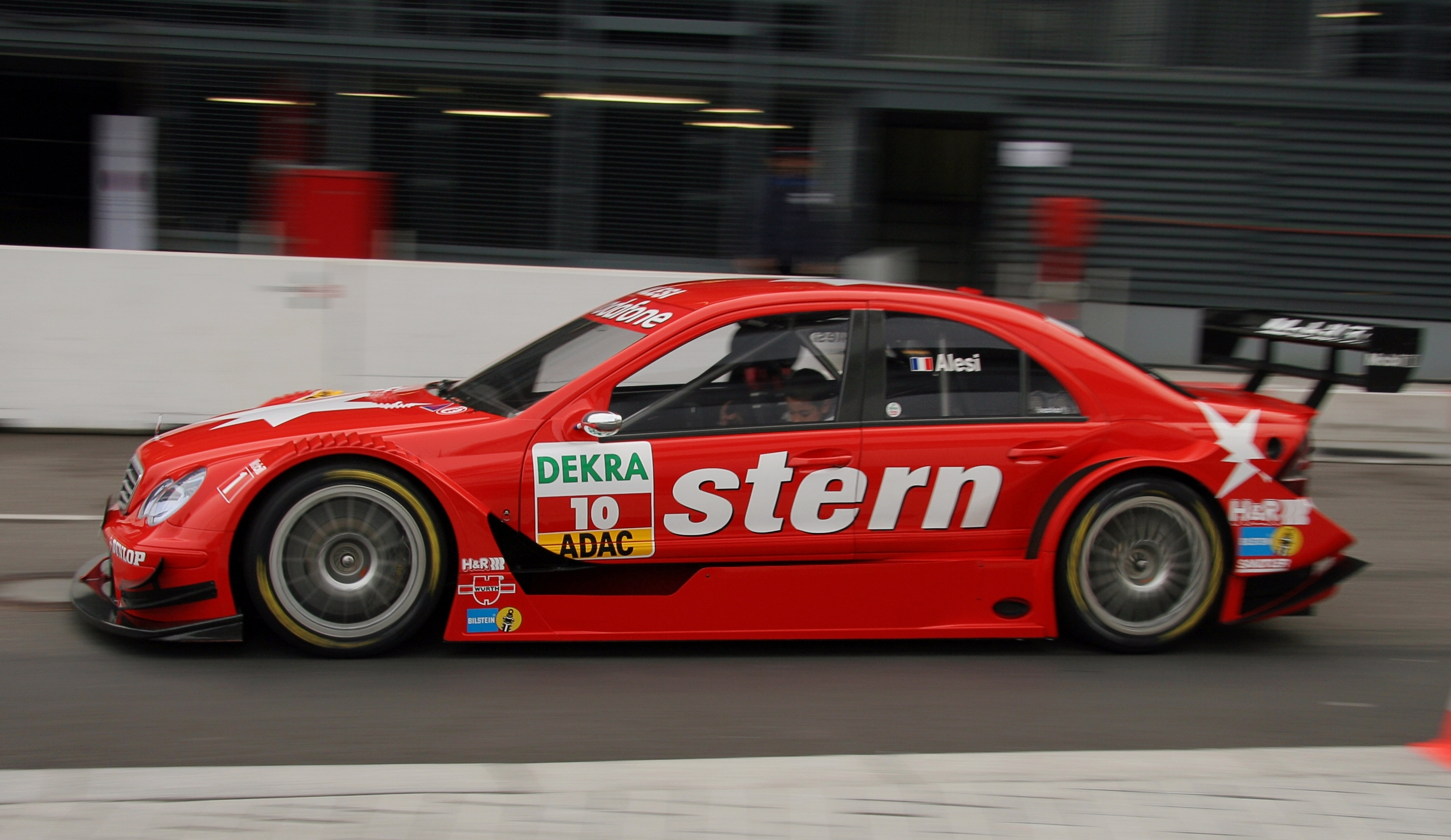
Jean Alesi en DTM, en 2006.

À partir de 2002, Alesi participe au DTM, le championnat de voiture de tourisme allemand, avec Mercedes. Troisième pour ses débuts, il s'impose dès sa troisième course, à Donington. Au total, il remporte cinq victoires en DTM. En 2006, il n'est pas retenu dans les équipes officielles Mercedes et dispute la saison dans le Team Persson qui engage des Classe C de la saison précédente. Fin 2006, Alesi annonce son départ du DTM.
Il annonce, en février 2007, sa participation au nouveau championnat Speedcar Series ; se déroulant en Asie et au Moyen-Orient, cette compétition met aux prises des stock-cars inspirées de la NASCAR. Lors de la première saison, Alesi remporte deux courses et frôle le titre. Pour la seconde saison, il remporte deux victoires mais des déboires mécaniques l'écartent de la course au titre. La série Speedcar n'est finalement pas reconduite pour une troisième saison. En septembre 2007, lors du weekend de l'Excellence Automobile sur le circuit de Reims-Gueux, Jean Alesi conduit la Mercedes W196, victorieuse en 1954 avec Juan Manuel Fangio. Il est à nouveau présent à cet événement en septembre 2008 avec la Mercedes 196 R de 1955.
En 2010, Jean Alesi arrive en Le Mans Series, au sein de l'écurie AF Corse qui aligne des Ferrari F430. En avril 2010, il dispute sa première course officielle lors des 8 heures du Paul Ricard en équipage avec Giancarlo Fisichella et Toni Vilander. Il termine sur le podium de sa catégorie. En tant que « capitaine » de l'équipe de France FFSA, il prodigue ses conseils aux jeunes espoirs du sport automobile français.
Le 23 septembre 2011 à l'occasion du Grand Prix de Singapour de Formule 1, il annonce sa participation aux 500 miles d'Indianapolis en 2012 avec Lotus Cars dans le championnat IndyCar Series. Le 14 mai 2012, il obtient l'autorisation de participer aux 500 miles d'Indianapolis en passant avec succès les trois phases du programme d'essais destiné aux débutants ("Rookie Orientation Program"). Après seulement onze tours de course, Alesi et Simona De Silvestro sont sanctionnés d'un drapeau noir car leurs monoplaces, les deux seules équipées d'un moteur Lotus en manque de puissance, roulent trop lentement sur l'ovale.
Il arrête définitivement sa carrière en décembre 2012.
En 2014, il devient consultant pour Canal+ à partir du Grand Prix de Malaisie.
En 2015, il est l'ambassadeur et le parrain de GT DRIVE, l'école de pilotage basée sur le circuit Paul-Ricard au Castellet et en 2017 l'ambassadeur du circuit qui accueillera le Grand Prix de France de Formule 1 en 2018.
En 2018, il fonde la Jean Alesi eSports Academy pour dénicher des talents dans le monde du jeu vidéo,.
En novembre 2018, il est nommé ambassadeur des Game Shakers Awards 2019, cérémonie qui se tient le 12 février 2019 à Cannes et qui récompense les acteurs majeurs du eSport.
En 2019, Thrustmaster, fabricant notamment de volants de simulation de course, s'associe à la Jean Alesi eSports Academy pour créer une structure visant à faire progresser les joueurs.
En 2021 et 2022, il fait plusieurs apparitions sur Canal+ comme consultant. En 2023, il prend la présidence du circuit Paul-Ricard ; l'objectif est de profiter de son image et de sa notoriété alors que le circuit varois n'accueille plus la Formule 1.

## Carrière
- 1981-1982 : Karting France

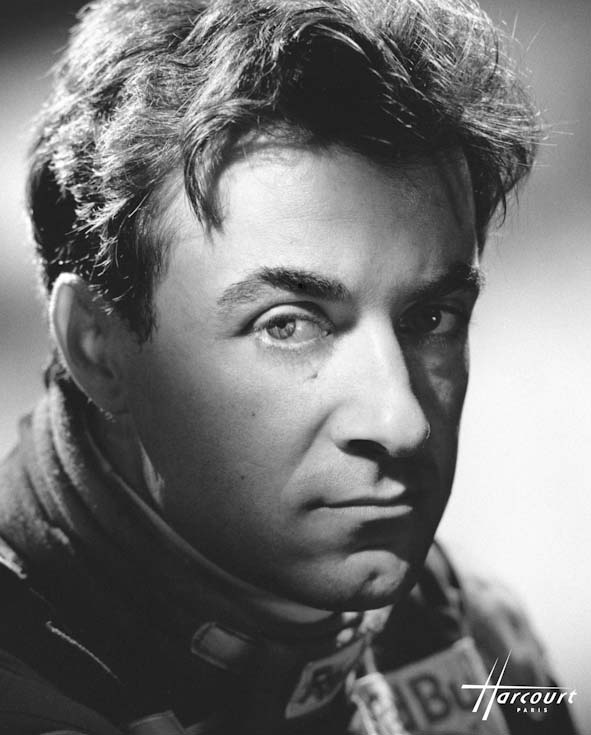
Jean Alesi en 1999 par Studio Harcourt

- 1983 : Coupe Renault 5 Alpine Turbo France
  - Finale du Volant Elf sur le Circuit du Castellet
- 1984-1985 : Formule Renault France
- 1986-1987 : Formule 3 France
- 1988 : Formule 3000 avec Oreca
- 1989 : Formule 3000 avec Jordan (Champion)
- 1989 : 24 Heures du Mans sur Porsche 962C (abandon)
- 1989-1990 : Formule 1 avec Tyrrell-Cosworth
- 1991-1995 : Formule 1 avec Ferrari
- 1996-1997 : Formule 1 avec Benetton-Renault
- 1998-1999 : Formule 1 avec Sauber-Petronas
- 2000-2001 : Formule 1 avec Prost-Peugeot puis Jordan-Honda
- 2002-2006 : DTM avec Mercedes
- Coupe des Nations: 2004 (en équipe avec Sébastien Loeb)
- 2008-2009 : Speedcar Series
- 2010 : Le Mans Series avec AF Corse (Ferrari F430), 2e du championnat en catégorie GT2
- 2012 : IndyCar Series (500 miles d'Indianapolis 2012) avec Fan Force United.

## Résultats en championnat du monde de Formule 1
- 201 Grands Prix disputés
- 1 victoire
- 32 podiums
- 2 pole positions
- 4 records du tour
- 241 points
- 265 tours (1 285 km) en tête
- 9645 tours (45 296 km) parcourus
- 87 abandons

- Débuts en F1 : Grand Prix de France, sur le Circuit Paul-Ricard, le 9 juillet 1989.
- Dernier Grand Prix : Grand Prix du Japon, le 14 octobre 2001.

| Saison | Courses | Écurie                      | Points | Pole positions | Victoire | Records du tour | Podiums | Tours en tête | Abandons | Classement |
| ------ | ------- | --------------------------- | ------ | -------------- | -------- | --------------- | ------- | ------------- | -------- | ---------- |
| 1989   | 8       | Tyrrell Racing Organisation | 8      | 0              | 0        | 0               | 0       | 0             | 3        | 9e         |
| 1990   | 15      | Tyrrell Racing Organisation | 13     | 0              | 0        | 0               | 2       | 34            | 6        | 9e         |
| 1991   | 16      | Scuderia Ferrari SpA        | 21     | 0              | 0        | 1               | 3       | 11            | 9        | 7e         |
| 1992   | 16      | Scuderia Ferrari SpA        | 18     | 0              | 0        | 0               | 2       | 0             | 10       | 7e         |
| 1993   | 16      | Scuderia Ferrari            | 16     | 0              | 0        | 0               | 2       | 19            | 9        | 6e         |
| 1994   | 14      | Scuderia Ferrari            | 24     | 1              | 0        | 0               | 4       | 18            | 6        | 5e         |
| 1995   | 17      | Scuderia Ferrari            | 42     | 0              | 1        | 1               | 5       | 91            | 8        | 5e         |
| 1996   | 16      | Mild Seven Benetton Renault | 47     | 0              | 0        | 2               | 8       | 60            | 5        | 4e         |
| 1997   | 17      | Mild Seven Benetton Renault | 36     | 1              | 0        | 0               | 5       | 32            | 3        | 4e         |
| 1998   | 16      | Red Bull Sauber Petronas    | 9      | 0              | 0        | 0               | 1       | 0             | 5        | 11e        |
| 1999   | 16      | Red Bull Sauber Petronas    | 2      | 0              | 0        | 0               | 0       | 0             | 9        | 15e        |
| 2000   | 17      | Gauloises Prost Peugeot     | 0      | 0              | 0        | 0               | 0       | 0             | 12       | 22e        |
| 2001   | 17      | Prost Acer B&H Jordan Honda | 5      | 0              | 0        | 0               | 0       | 0             | 2        | 15e        |
| Total  | 201     |                             | 241    | 2              | 1        | 4               | 32      | 265           | 87       |            |

| Saison | Écurie        | Châssis     | Moteur                  | Pneus | 1              | 2              | 3              | 4              | 5              | 6              | 7      | 8        | 9       | 10     | 11             | 12     | 13             | 14     | 15       | 16       | 17 | Classement | Points inscrits |
| ------ | ------------- | ----------- | ----------------------- | ----- | -------------- | -------------- | -------------- | -------------- | -------------- | -------------- | ------ | -------- | ------- | ------ | -------------- | ------ | -------------- | ------ | -------- | -------- | -- | ---------- | --------------- |
| 1989   | Tyrell Racing | Tyrell 017B | Ford-Cosworth DFR V8 V8 | G     | BRE Modèle:Np. | SMR Modèle:Np. | MCO Modèle:Np. | MEX Modèle:Np. | USA Modèle:Np. | CAN Modèle:Np. | FRA 4e | GBR Abd. | ALL 10e | HON 9e | BEL Modèle:Np. | ITA 5e | POR Modèle:Np. | ESP 4e | JPN Abd. | AUS Abd. |    | 9e         | 8               |

### Victoire en Formule 1
| no | Année | Manche | Date         | Grand Prix | Circuit  | Position départ | Écurie  | Voiture | Résultats |
| -- | ----- | ------ | ------------ | ---------- | -------- | --------------- | ------- | ------- | --------- |
| 1  | 1995  | 6/17   | 11 juin 1995 | Canada     | Montréal | 5e              | Ferrari | 412 T2  | Résultat  |

### Pole positions en Formule 1
| no | Année | Manche | Date              | Grand Prix | Circuit | Écurie           | Voiture | Résultats |
| -- | ----- | ------ | ----------------- | ---------- | ------- | ---------------- | ------- | --------- |
| 1  | 1994  | 12/16  | 11 septembre 1994 | Italie     | Monza   | Ferrari          | 412T1B  | Résultat  |
| 2  | 1997  | 13/17  | 7 septembre 1997  | Italie     | Monza   | Benetton Formula | B197    | Résultat  |

## Résultats aux 24 heures du Mans
| Année | Voiture         | Équipe        | Équipiers                            | Résultat            |
| ----- | --------------- | ------------- | ------------------------------------ | ------------------- |
| 1989  | Porsche 962C    | Team Schuppan | Dominic Dobson (en) / Will Hoy       | Abandon             |
| 2010  | Ferrari F430 GT | AF Corse SRL  | Giancarlo Fisichella / Toni Vilander | 16e général, 4e GT2 |

## Résultats en DTM
| Année | Voiture                   | Équipe             | Courses disputées | Victoires | Pole positions | Podiums | Records du tour | Points inscrits | Classement |
| ----- | ------------------------- | ------------------ | ----------------- | --------- | -------------- | ------- | --------------- | --------------- | ---------- |
| 2002  | AMG-Mercedes CLK-DTM 2002 | HWA Team           | 20                | 2         | 1              | 4       | 1               | 24              | 5e         |
| 2003  | AMG-Mercedes CLK-DTM 2003 | HWA Team           | 11                | 2         | 0              | 0       | 0               | 42              | 5e         |
| 2004  | AMG-Mercedes C-Klasse 04  | HWA Team           | 10                | 0         | 2              | 1       | 0               | 19              | 7e         |
| 2005  | AMG-Mercedes C-Klasse 05  | HWA Team           | 11                | 1         | 0              | 0       | 0               | 22              | 7e         |
| 2006  | AMG-Mercedes C-Klasse 05  | Persson Motorsport | 10                | 0         | 0              | 0       | 0               | 15              | 9e         |

## Hommage
Le casque de Jean Alesi (blanc avec une bande noire et une bande rouge) est un hommage à Elio De Angelis, pilote italien décédé lors d'essais privés au Paul Ricard en 1986.

## Apparition cinématographique
On a pu le voir brièvement en figurant dans le film de sport automobile Driven réalisé par Renny Harlin avec Sylvester Stallone, acteur avec lequel il entretient de bonnes relations.
Il joue également dans le film Georges et le Dragon.

## Distinctions
- Autosport International Racing Driver Award 1989 (en Formule 1, et en Formule 3000, la même année)
- Chevalier de la Légion d'honneur, le 25 mars 2005[51].

## Vie privée
Jean Alesi est d'origine sicilienne.
Marié à l'actrice japonaise Kumiko Gotō, il a quatre enfants dont Giuliano Alesi qui participe au championnat de France F4 en 2015, aux GP3 Series de 2016 à 2018 puis en Formule 2 de 2019 à 2020,. Un de ses enfants a pour parrain le pilote automobile Alain Prost.
Ses parents sont Franck (Franco) Alesi, carrossier et ancien pilote, et Marcelle Alesi. Il a un frère José Alesi.